# Maria Weyersberg

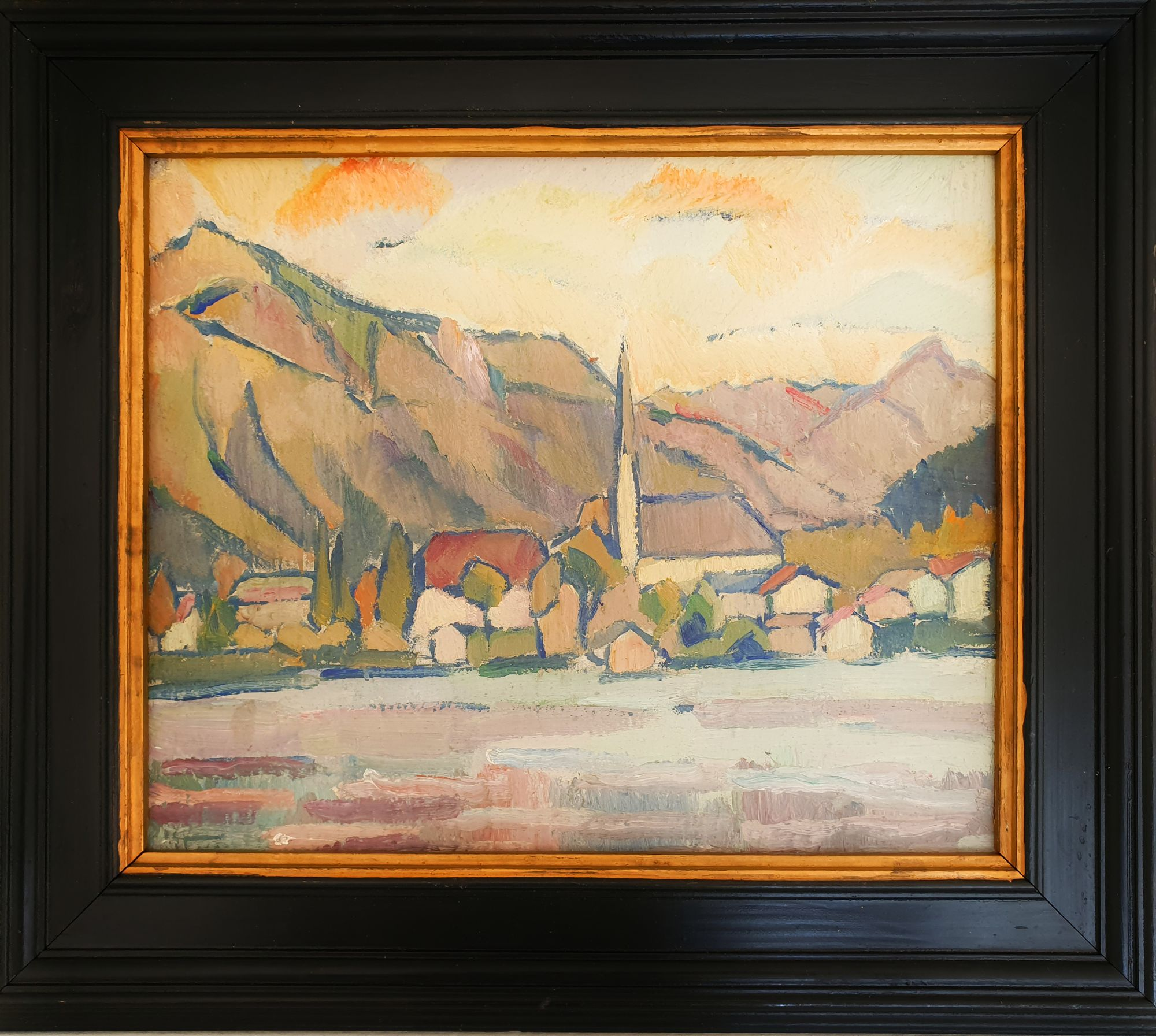
Maria Weyersberg 1921: Rottach-Egern

Maria Clara Auguste Weyersberg (* 1886 en Colonia; † 1987 en Bornheim) fue una pintora y etnóloga alemana. Desde 1925 fue ilustradora científica y colaboradora del etnólogo y explorador Leo Frobenius.

## Infancia y juventud
Maria Weyersberg fue la única hija del fabricante de Colonia Rudolph Emil Weyersberg (1836-1894) y de su esposa Clara Josephine Weyersberg, de soltera Fuchs (1844-1912). Después de dos años de clases privadas, de 1893 a 1902 asistió a la escuela secundaria para niñas en Colonia y después a un internado francés para niñas en Bruselas.

## Formación
De regreso a Colonia, continuó sus estudios de idiomas y asistió a conferencias en la Escuela de Negocios de Colonia. Para su formación artística tomó clases privadas con los pintores Willy Spatz y Ernst Pfannkuchen, ya que a las mujeres sólo se les permitía estudiar en la Academia de Arte de Düsseldorf a partir de 1919. Luego completó su formación en la Escuela de Artes Aplicadas de Colonia hasta 1913. En diciembre de 1918, el pintor autónomo, ya formado, se trasladó a Múnich. Allí asistió a conferencias del historiador de arte suizo Heinrich Wölfflin.

## Colaboración con Leo Frobenius
Desde 1925, Maria Weyersberg trabajó en el Instituto de Morfología Cultural, que en 1925 se trasladó a Frankfurt y desde 1946 pasó a llamarse Instituto Frobenius.
Este trabajó incluyó expediciones a Sudáfrica (1928-1930), cinco expediciones más a Jordania y Libia (1934/35) y otros viajes a Francia (1934), España (1934, 1936) e Italia (1936, 1937). En estos viajes realizó un gran número de fotografías y, como ilustradora científica, reprodujo un total de 601 obras de arte rupestre, así como 264 dibujos etnográficos y acuarelas. En 1940 viajó a Viena y Múnich para un período de estudios de tres meses. Después de la Segunda Guerra Mundial se mudó a Frankfurt y se convirtió en miembro del Frankfurter Künstlerclub. Con el tiempo se convirtió en "asistente científica" de Frobenius y se le confiaron cada vez más tareas de gestión. Comisarió exposiciones en su nombre y dirigió más grabaciones de arte rupestre. Desde 1946 dirigió el Archivo de Imágenes Mitológicas, una colección comparativa de motivos de imágenes de la mitología mundial. También escribió 13 artículos científicos sobre la investigación del arte rupestre y de la cerámica prehistórica. Incluso después de su jubilación en 1951, permaneció vinculada personalmente con el Instituto Frobenius y siguió realizando trabajos honorarios.

## Obra
Un autorretrato fechado en 1912 es su obra datada más antigua conocida. Después pintó paisajes de Glotterbad en la Selva Negra, de la Frisia Oriental, de Pillnitz, de la región del lago de Constanza y del lago Tegernsee. En ellos Maria Weyersberg desarrolló su propio estilo expresionista en acuarelas y pinturas al óleo de alta calidad.
La colección del Instituto Frobenius que está compuesta por alrededor de 5.000 reproduciones de pinturas rupestres prehistóricas, es de un valor inestimable debido a su importancia histórica y a la alta calidad de las imágenes. Aunque al copiar las pinturas rupestres Maria quería reprimir la idealización y sus propios impulsos creativos, las imágenes tienen algo de su propia calidad estética.  Las exposiciones de la década de 1930 tuvieron una gran audiencia y se comprobó que asistieron pintores como Picasso, Joan Miró, Ernst Ludwig Kirchner y otros, y de esta manera influyó en el arte moderno.
A partir de su jubilación en 1951, Maria Weyersberg volvió a encontrar tiempo para su propio arte y pintó acuarelas y dibujos, naturalezas muertas y pinturas de paisajes en una paleta de colores pastel en su mayoría suaves característicos de su estilo.

## Exposiciones
- 2012 Erfurt (exposición individual)
- 2014 Alte Goetheschule, Neu Isenburg, “Reisebilder” (exposición individual)
- 2014 Goethe-Institut, París (pinturas rupestres)
- 2016 Martin-Gropius-Bau, Berlín, “El arte de la prehistoria. Pinturas rupestres de la colección Frobenius
- Dakar 2017 (selección de pinturas rupestres)
- 2017 Ciudad de México (selección de pinturas rupestres)
- 2019 Museo Giersch, Frankfurt, "Frobenius - El arte de la investigación"
- 1930 Berlín, Oslo, Bruselas, París, Zúrich, Viena (pinturas rupestres)
- 1937 Museo de Arte Moderno (MoMA), Nueva York (pinturas rupestres)